# Mons Bradley
Mons Bradley (Góra Bradleya) – księżycowy masyw górski w paśmie Montes Apenninus, ciągnących się wzdłuż wschodniego brzegu Mare Imbrium. Jest położony na zachód od krateru Conon. Na zachód od tej góry leży Rima Bradley.
Mons Bradley wznosi się na wysokość około 4,2 km, jej średnica przy podstawie to 30 km. Nazwa nadana w 1961 roku upamiętnia angielskiego astronoma Jamesa Bradleya (1692-1762).

## Rima Bradley
Jest to szczelina mająca charakter rowu tektonicznego, położona w południowo-wschodniej części Mare Imbrium, blisko pasma Montes Apenninus. Na północny zachód od niej leży duży krater Archimedes. Szczelina ta ciągnie się przez pagórkowaty teren od Palus Putredinis na południowy zachód. Na wschód od jej północnego końca znajdują się Rima Hadley i miejsce lądowania Apollo 15.
Ta formacja ma współrzędne 23,8° N, 1,2° W i maksymalną średnicę 161 km. Przejęła nazwę od pobliskiego Mons Bradley. Kilka niewielkich kraterów w pobliżu szczeliny także zostało nazwanych przez MUA. Są one wymienione poniżej.
| Krater   | Współrzędne     | Średnica | Pochodzenie nazwy       |
| -------- | --------------- | -------- | ----------------------- |
| Ann      | 25,1° N, 0,1° W | 3 km     | semickie imię żeńskie   |
| Ian      | 25,7° N, 0,4° W | 1 km     | szkockie imię męskie    |
| Kathleen | 25,4° N, 0,7° W | 5 km     | irlandzkie imię żeńskie |
| Michael  | 25,1° N, 0,2° W | 4 km     | angielskie imię męskie  |
| Patricia | 25,0° N, 0,3° W | 5 km     | angielskie imię żeńskie |